# Mysidopsis didelphys
Mysidopsis didelphys är en kräftdjursart som först beskrevs av Norman 1863.  Mysidopsis didelphys ingår i släktet Mysidopsis och familjen Mysidae. Arten är reproducerande i Sverige. Inga underarter finns listade i Catalogue of Life.